# بطرس بيريني
بطرس پيريني (حوالي 1502م- يناير 1548م) حارس التاج المجري المقدس، وڤُويْڤُود ترانسيلڤانيا، وابن "بالاطين المجر" إيمري پيريني (بالمجرية: Perényi Imre)، وشقيق الأسقف فيرينك پيريني (بالمجرية: Perényi Ferenc) أسقف ڤاراد (بالمجرية: Várad) (أوراديا حاليا)، الذي قُتل في معركة موهاكس 1526م. ربَّته زوجة أبيه النبيلة المجرية كانيجاي دوروتيا، هو وأخاه فيرينك پيريني، بعد وفاة والدهما إيمري پيريني في 5 فبراير 1519م.
كان پيريني من مؤيدي الإصلاح. في 27 مارس 1545م، ذكر فيليب ملانكتون، أحد أصدقاء مارتن لوثر، في إحدى رسائله أن بطرس پيريني كان يدعم البروتستانتية. 

## مساره المهني

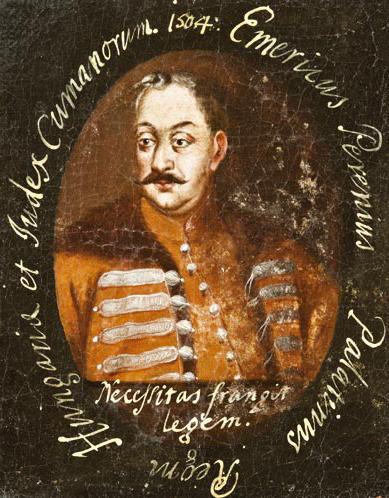
بالاطين المجر إيمري پيريني، والد بطرس پيريني.

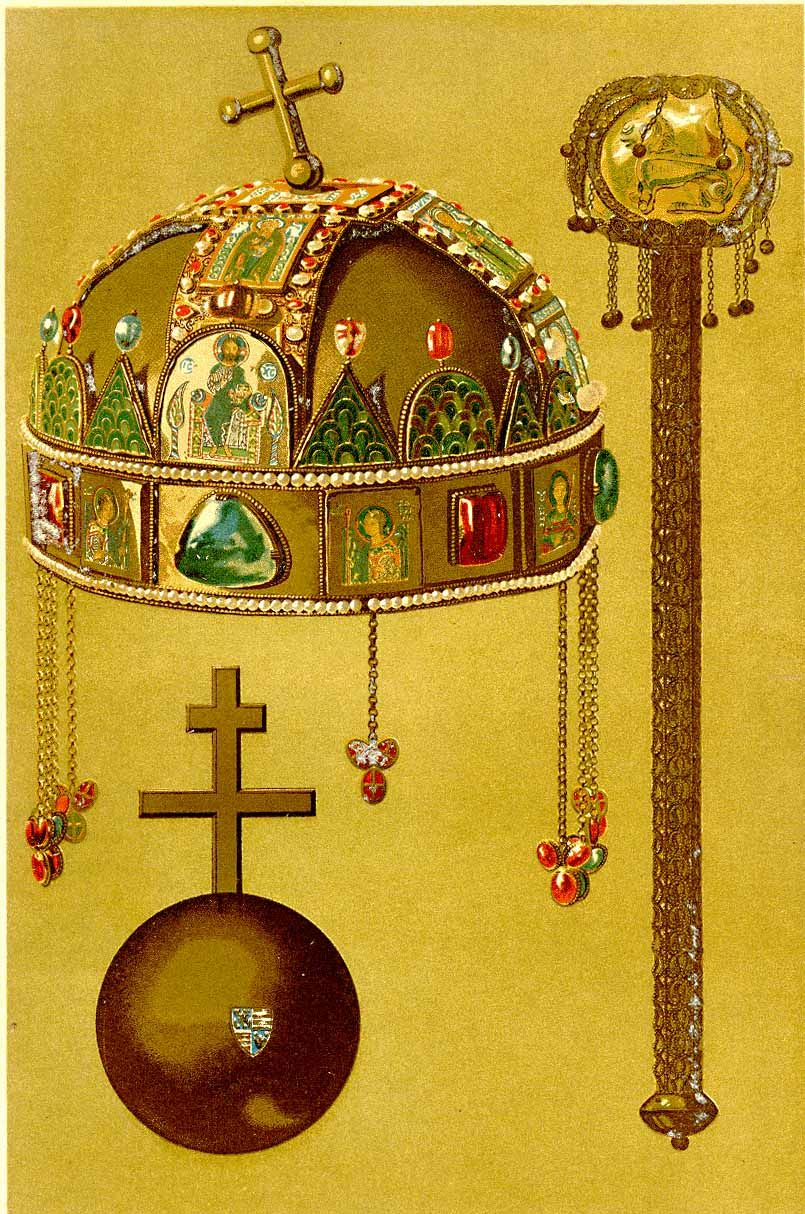
تاج المجر المقدس وملحقاته.

وُلد بطرس پيريني عام 1502م من زواج أمه ماجدولنا باتوري (بالمجرية: Báthory Magdolna) ووالده إيمري پيريني. ترجع أصول عائلة والده إلى القرن الثالث عشر، عندما ارتفع شأن أجداده من سكان قرية هوسبيس الألمانية في وادي هورناد في مقاطعة أباؤوج (بالمجرية: Abaúj vármegyei) التي كانت إحدى مقاطعات المجر من القرن الثالث عشر حتى عام 1881م، لينضموا إلى صفوف النبلاء.
أول أسلافهم المعروفين، دوبوش أوربان (بالمجرية: Dobos Orbán)، تملك المنطقة التي تحمل اسم العائلة كإقطاعية من الملك أندراس الثالث ملك المجر. سعى أفراد العائلة إلى توسيع ممتلكاتهم، لكن جد بطرس پيريني، واسمه أسطفان پيريني (بالمجرية: Perényi István)، الذي كان يشغل منصب محافظ مقاطعة زيمبلين (بالمجرية: Zemplén vármegye) وكبير مضيفي زيمبلين، فقد ممتلكاته بتهمة الخيانة وإهانة الجلالة.
كان إيمري پيريني نجل أسطفان، يمتلك ما يكفي من القوة لإعادة إحياء الأسرة بفضل حيازته لممتلكات في تريبيشوف (بالمجرية: Terebes)، وقلعة فوزير (بالمجرية: Füzér) وتشورباكيو (بالمجرية: Csorbakő) وأويفار (بالمجرية: Újvár). وزاد نفوذه في البلاط ليصبح الحاكم الوراثي لمقاطعة أباؤوج (Abaúj vármegye)، ثم لاحقًا أصبح بالاطين المملكة، وهو منصب لم تبلغه عائلة پيريني من قبل. شارك إيمري بنشاط في إبرام معاهدة الزواج بين آل هابسبورغ وآل ياغيلون، وفي مقابل خدماته حصل على لقب "دوق" الإمبراطورية الرومانية المقدسة. وبفضل ذلك، أصبحت العائلة واحدة من أكبر ملاك الأراضي في البلاد من خلال الاستحواذ عل أراضٍ في مناطق ڤالپو (Valpó) في الجنوب، بالإضافة إلى سيكلوش فيمقاطعة بارانيا، ودببرو (Debrő) في مقاطعة هفش (Heves) وأونود ( Ónod) في بورشود (borsod).
بعد وفاة بالاطين المجر إيمري پيريني في عام 1519م، خلفه بطرس في منصب رئيس أساقفة وحاكم مقاطعات تيميس (temes) وأباؤوج، وكذلك أصبح القائد الأعلى في تيميشوارا. وفي نفس العام تولى منصب حارس تاج المجر المقدس، وكان حاضرا في معركة موهاكس عام 1526م. في البداية، كان من أتباع الملك يوحنا زابولياي. وفي عام 1526م، أصبح ڤويْڤود ترانسيلڤانيا وحاكمًا لمقاطعة أباؤوج (منصب الحاكم ومنصب الحاكم الوراثي ليسا نفس الشيء، ولكن يمكن الاحتفاظ بالمنصبين بها في وقت واحد).

بين عامي 1526م-1527م، حارب المتمردين الصرب بقيادة تشيرني يوڤان (بالمجرية: Cserni Jován) في منطقة باتش (bács). وهُزم من قبل زعيمهم في معركة سوليوش (szőlős)، ولكن بعد بضعة أشهر ألحق هزيمة حاسمة بالقرب من سيجد بالتعاون مع إمري تشيبك (بالمجرية: Czibak Imré).

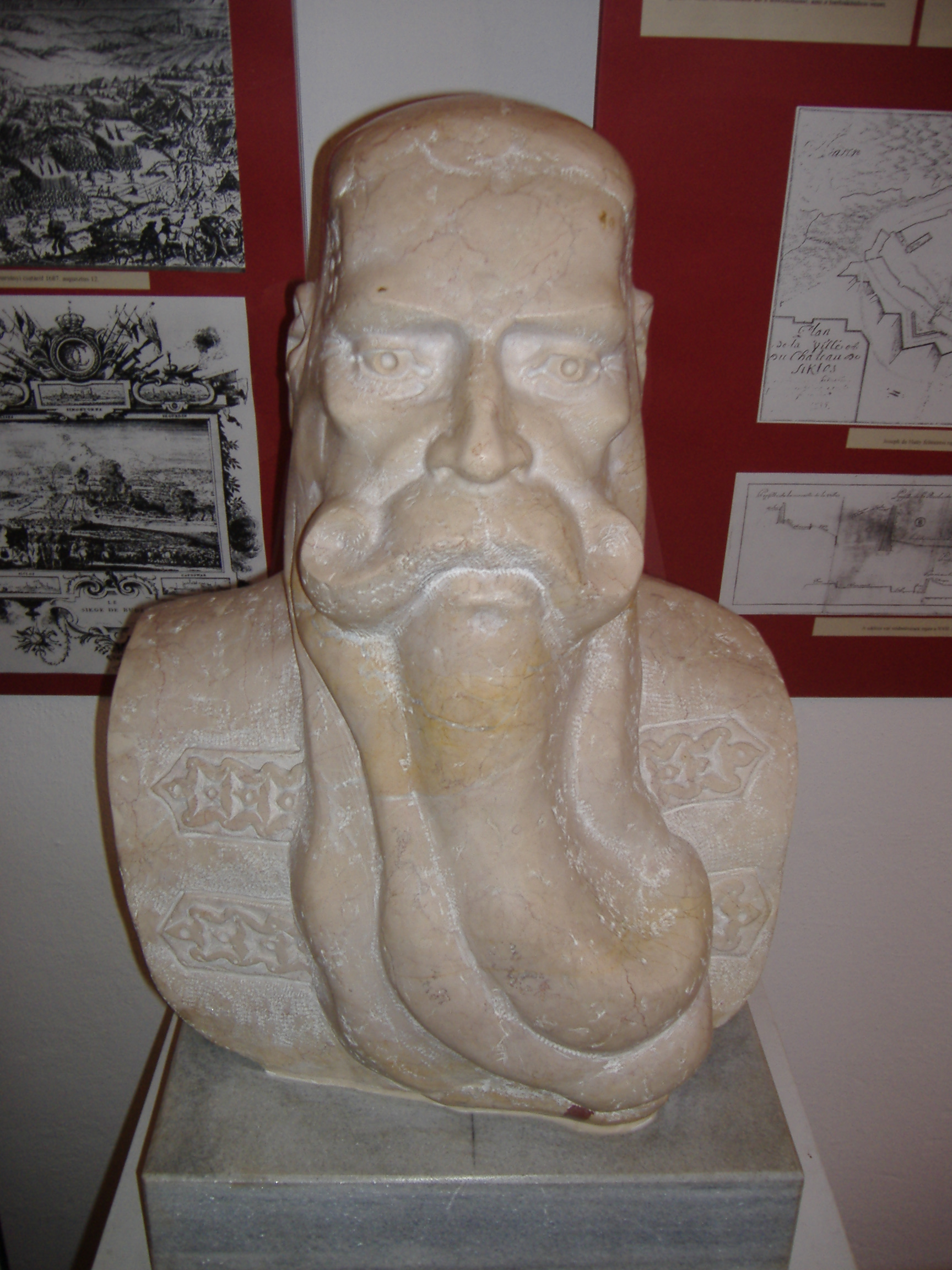
تمثال لبطرس پيريني في قلعة سيكلوس، من تصميم ساندور كريستياني

بعد خسارة معركة موهاكس عام 1526م، نقل حارس التاج تاج المجر المقدس إلى ترينسين (بالمجرية: Trencsén) هرباً من العثمانيين.
وفي 10 نوفمبر 1526م، انتخبت الجمعية الوطنية في سيكشفهيرفار يوحنا زابولياي ملكًا، وفي 11 نوفمبر توج بلقب يوحنا الأول. بعد التتويج، قام حارس التاج بطرس پيريني، بدلاً من أخذ التاج المقدس إلى مكانه المعتاد في قلعة فيسيغراد، بنقله إلى فوزير وإخفائه هناك.

في 3 نوفمبر 1527م، انحاز بطرس پيريني إلى فرديناند الأول وسلم التاج المجري إلى الأرشيدوق النمساوي، الذي كان مدعيًا شرعيًا للعرش وفقًا لمعاهدات الدولة السارية. وكمكافأة له، حصل بطرس پيريني على ممتلكات في شاروشباتاك (بالمجرية: Sárospatak) وحق له الانتفاع بممتلكات أسقفية إيغر (بالمجرية: egr).

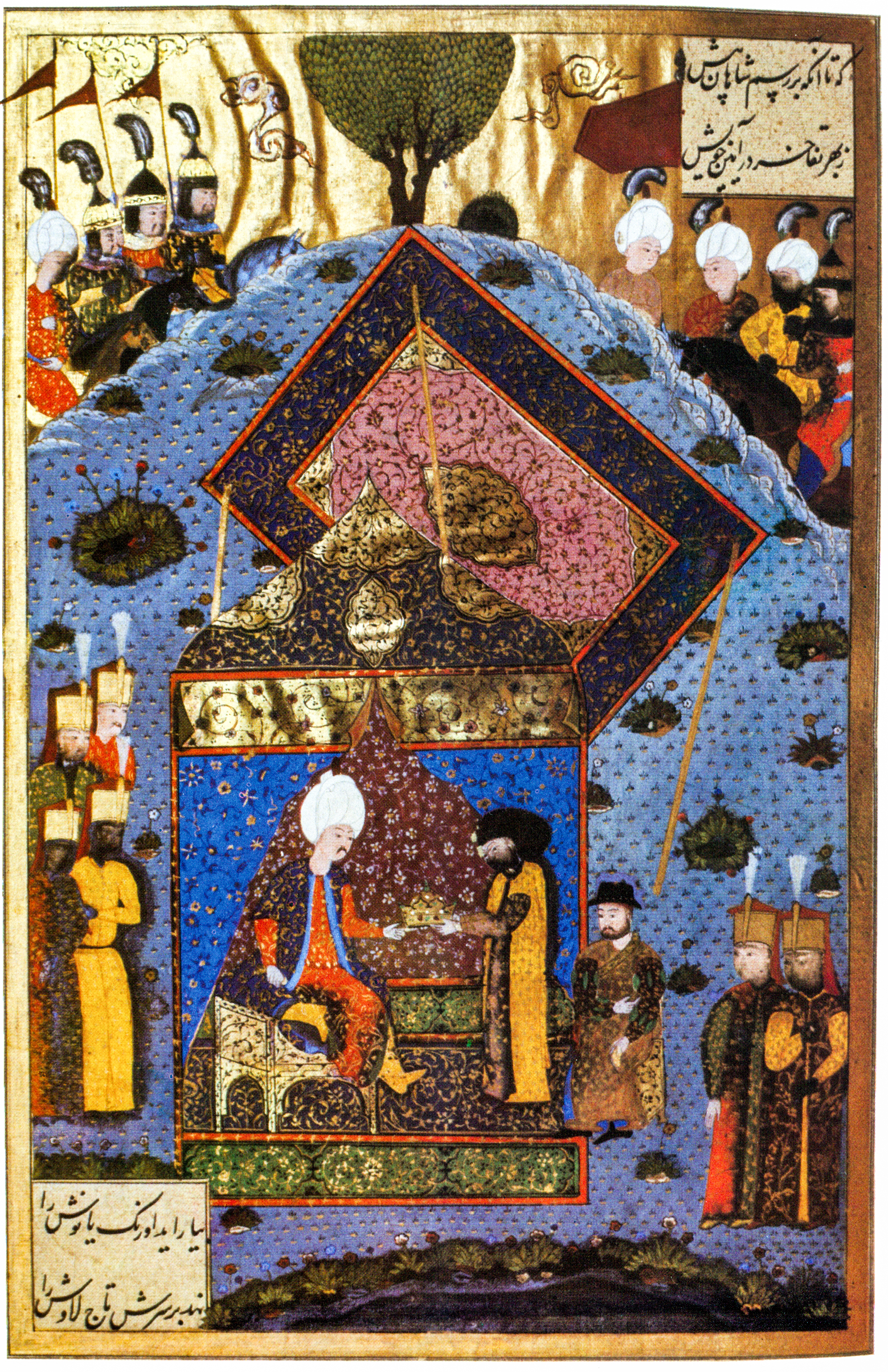
السلطان سليمان القانوني يسلم التاج المقدس إلى يوحنا زابولياي.

في 11 نوفمبر 1527م، في زيكيسفيرفار (بالمجرية: Székesfehérvár)، أدى بطرس پيريني قسم حارس تاج المجر المقدس مرة أخرى، وقد بقي نصُّ القَسَمِ محفوظًا:
| « | ”سأقوم بالوظيفة الموكلة إليَّ، وسأحافظ أنا ورفيقي البالاطين أسطفان على التاج المقدس وملحقاته بأمان في قلعة فيسيغراد. وسأحافظ على ولاء المسؤولين والجنود والرجال الآخرين في القلعة بإخلاص، وسأحثهم على الاجتهاد. لن أضرَّ البالاطين أسطفان، لا علنًا ولا سراً ولا بالخداع، بل سأدافع عن منصبه بكل قوتي، وسأعزز مصالحه. لن أنقل التاج المقدس من قلعة فيسيغراد تحت أي ذريعة أوظرف من الظروف دون إرادة البالاطين أسطفان وموافقته. ولن أستبدل قائد القلعة دون علم البالاطين، وإذا اقتضت الضرورة استبداله، فسأعين قائدًا جديدًا للقلعة فقط بمعرفة البالاطين. ولن أحتفظ أبدًا بعدد أكبر من الجنود في قلعة فيسيغراد أكثر من أخي، إلا إذا كانت القلعة أو التاج في خطر. وحتى في هذه الحالة، سأضع عددًا أكبر من رجالي تحت الإشراف والسيطرة المشتركة. فليساعدني الله وجميع قديسيه“. | » |

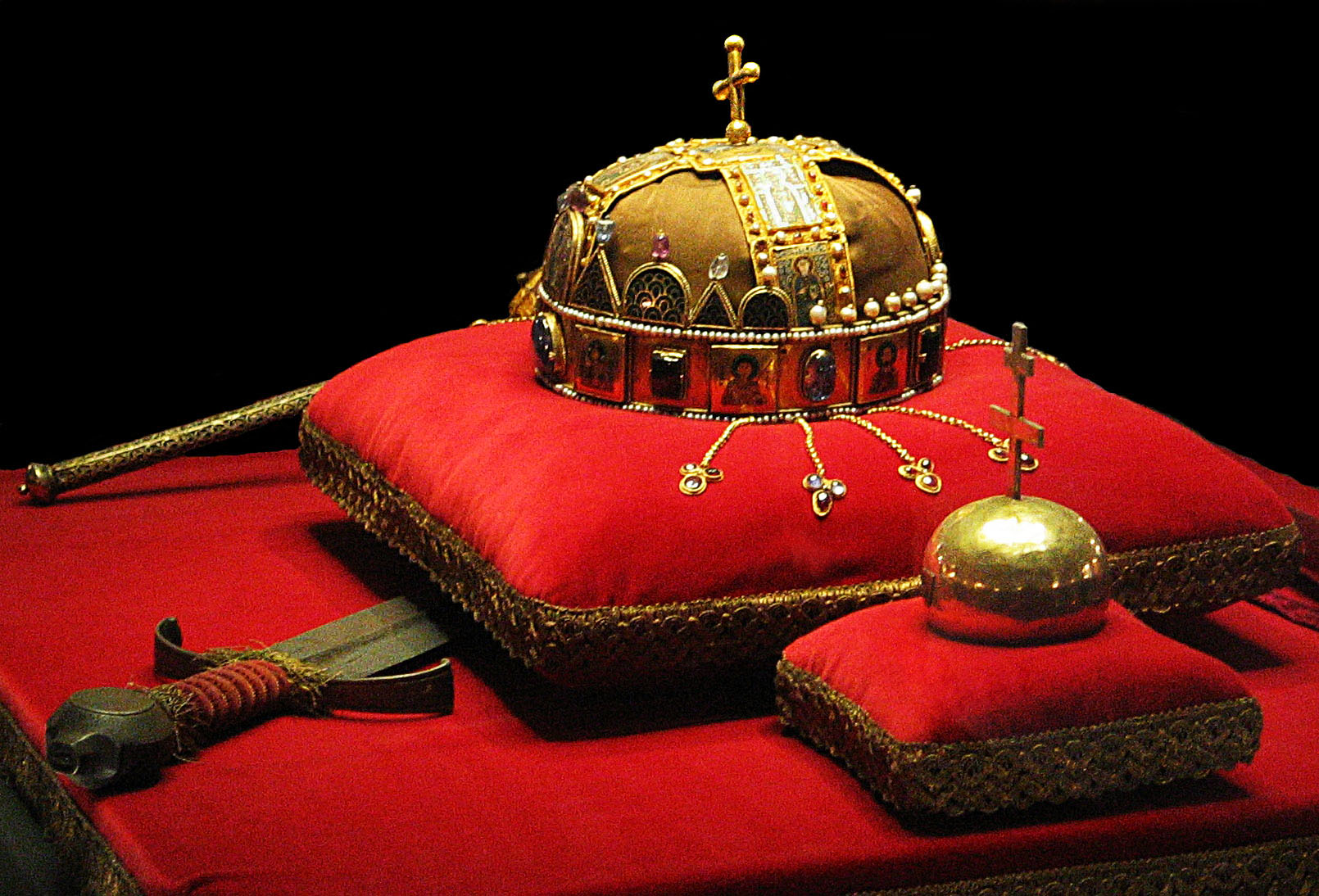
صورة حديثة لتاج المجر المقدس وملحقاته.

بعد تتويج فرديناند الأول، تم الاحتفاظ بالتاج في قلعة فيسيغراد، وعندما فتح العثمانيون القلعة عام 1529م، وقع التاج في يد السلطان السلطان سليمان القانوني، الذي سلم التاج إلى يوحنا زابولياي.

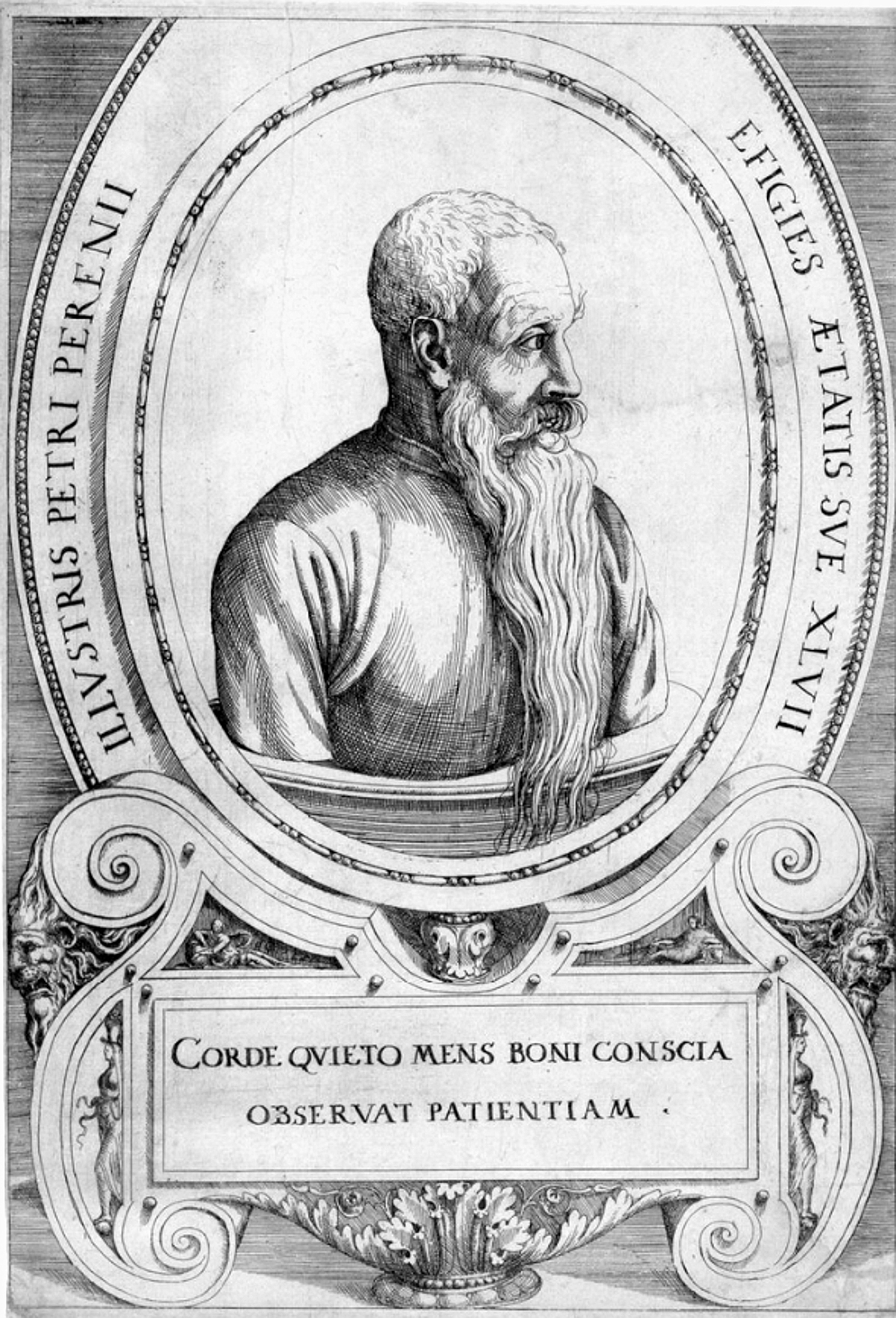
نقش معاصر لبطرس پيريني على النحاس، من تصميم أغوستين هيرشفوغل (Agustin Hirschvogel).

أما بالنسبة إلى پيريني، فعند سماعه نبأ وصول الجيش العثماني، غادر قلعة سيكلوش (بالمجرية: Siklósi vár) مع حاشية تتألف من بضع مئات من الأشخاص إلى شاروشباتاك (بالمجرية: Sárospatak). لكن أثناء رحلته، هاجمه القائد العسكري يوحنا زيرتشين (بالمجرية: Szerecsen János)، حاكم مقاطعة تولنا المجرية، في كايداش (بالمجرية: Kajdacs)، حيث وقع پيريني نفسه في الأسر وتم القبض عليه. 
في عام 1529م، عاد پيريني للوقوف مرة أخرى إلى جانب الملك يوحنا زابولياي يدعمه، حيث قام بطلب زواج الملك من الملكة إيزابيلا ياغيلون نيابةً عن سيده ورافقها إلى المجر.
ومع ذلك، في عام 1540م، عاد پيريني وانحاز مرة أخرى إلى صف فرديناند الأول، الذي عينه مستشاراً ملكياً له.

## وفاته
وفي عام 1542م، وقع پيريني تحت الشبهة بمحاولته الاستيلاء على العرش لنفسه من خلال الاعتراف بسلطة العثمانيين، ونتيجة لذلك، قام فرديناند الأولبإلقاء القبض عليه واحتجزه حتى وفاته.

## عائلته
تزوج بطرس پيريني مرتين وأنجب خمسة أطفال. كانت زوجته الأولى مرغيت ثورزو (بالمجرية: Thurzó Margit)، والثانية كلارا سيكيلي (بالمجرية: Székely Klára).
أحد أبنائه، فيرينك پيريني (بالمجرية: Perényi Ferenc)، وقع في الأسر لدى العثمانيين، ولكنه وهرب منهم، بحسب الراهب الفرنسيسكاني ميهالي سزتاراي (بالمجرية: Sztárai Mihály). 
أما ابنه الآخر، غابور پيريني (بالمجرية: Perényi Gábor)، فقد حقق مسيرة مهنية كبيرة، على الرغم من وفاته في سن الخامسة والثلاثين.
وكان له ابن ثالث، ميكلوش (بالمجرية: Miklós)، أصبح أسقفاً في فاتس (بالمجرية: vác).
وكان له أيضاً ابنتان، إليزابيث (بالمجرية: Erzsébet) وباربرا (بالمجرية: Borbála).

## أعماله
- Concordantz vnnd vergleychung des alten vnd newen Covenants durch Augustin Hirßfogel kürtzlich zusamen getragen ، ڤيينا، 1550م.

## للمزيد من المعلومات
- Puskár Anett: Perényi Péter politikai pályafutása (PDF)
- Szobrot kap a nyakon csípett koronaőr
- Perényi Péter vallatási jegyzőkönyve[وصلة مكسورة]
- Siklósi várurakنسخة محفوظة 22 ديسمبر 2008 على موقع واي باك مشين. dátummal a Wayback Machine-ben
- Kultura.hu
- Historia Perényi Péter fiának, nagyságos Perényi Ferenc úrnak a kiszabadulásáról
- Tárczy Árpád: Perényi Péter politikai magatartása, különös tekintettel pártváltoztatásaira. Székfoglaló értekezés; Református Főiskola Kny., Sárospatak, 1930